# Jan II Wittelsbach (Pfalz-Simmern)
Jan II (ur. 14 marca 1492 Simmern Hunsryckim – zm. 18 maja 1557 tamże) – książę-palatyn Simmern w 1509–1557, z dynastii Wittelsbachów.
Syn księcia Jana I i Joanny Nassau.
Po śmierci ojca w 1509 roku objął władzę nad jego terenami, jako 16-letni książę. Był zainteresowany nauką, utrzymywał kontakty z humanistami. Opracowywał również rodowód swojej rodziny, przeglądając historyczną dokumentację.
Był sędzią Sądu Kameralnego Rzeszy w Spirze.
W 1508 roku ożenił się z Beatrycze Badeńską – córką margrabiego Krzysztofa I i Otylii von Katzenelnbogen. Mieli 12 dzieci:
- Katarzyna (1510-1572) – przełożona zakonu w Simmern
- Joanna (1512-1581) – przełożona zakonu w Marienbergu
- Otylia (1513-1553) – zakonnica w Marienbergu
- Fryderyk (1515-1576) – elektor Palatynatu Reńskiego
- Brygida (1516-1562) – przełożona zakonu w Neuburgu
- Jerzy (1518-1569) – hrabia-palatyn z Simmern na Sponheim,
- Elżbieta (1520-1564) – żona hrabiego Jerzego II von Erbach
- Ryszard (1521-1598) – palatyn i książę Palatynatu – Simmern/Hunsrück
- Maria (1524-1576) – zakonnica w Marienbergu
- Wilhelm (1526-1527)
- Sabina (1528-1578) – żona Lemorala Egmonta księcia de Gavre,
- Helena (1532-1579) – żona hrabiego Filipa III Hanau-Münzenberg

Beatrycze zmarła w 1534 roku. W 1554 roku Jan ożenił się po raz drugi z hrabiną Marią Oettingen-Oettingen (1525-1575). W 1555 roku nadał nowe swobody oraz zreformował prawo w swoim księstwie. Jako zaufany cesarza Karola V Habsburga był członkiem rządu Rzeszy (Reichsregiment). 